# Книга Левит
Леви́т (ивр. וַיִּקְרָא‎, совр. произн. Ва-йикра́ — «И воззвал»; лат. Leviticus; др.-греч. Λευϊτικόν; тж. «Третья книга Моисея») — третья книга Пятикнижия (Торы), Ветхого Завета и всей Библии. Название происходит от священнического колена Левия (ивр.: Леви — לוי). Посвящена религиозной стороне жизни народа Израиля. В талмудической литературе чаще именуется «Торат коханим» («священнический устав»). Состоит из 27 глав.

## Содержание книги
Лишь небольшая часть книги Левит носит повествовательный характер; большая часть — предписания священникам, переданные Богом через Моисея на горе Синай. Впрочем, лишь немногие предписания относятся исключительно ко священникам (Лев. 7-10; 16:1-28; 21:1-22:16), подавляющее большинство заповедей касается всего народа Израиля. Большинство предписаний — универсального характера, меньшая часть исполнима лишь в условиях скитаний по пустыне после исхода евреев из Египта, либо лишь в условиях жизни в Земле Израиля. Книга Левит не содержит законов, касающихся левитов, изложенных в книге Чисел. Книга Левит служит как бы продолжением книги Исход — там подробно изложена история сооружения Скинии, здесь речь идёт об отправлении культа в ней.
Книга Левит имеет почти исключительно законодательное содержание, она посвящена религиозно-культовой стороне жизни народа Израиля, в особенности системы жертвоприношений. Содержание книги образует подробное развитие и непосредственное продолжение статей и постановлений закона, излагаемых во второй части книги Исход; всюду законодательство книги Левит представляется развитием и восполнением возвещённого с Синая Откровения.
Главная идея или цель книги состоит в образовании из Израиля общества Господня, которое стояло бы в тесном нравственном общении с Богом. Этой цели служат находящиеся в книге Левит постановления:
1. о жертвах (гл. 1-7);
2. о посвящении священнослужителей (гл. 8-10);
3. о чистом и нечистом (гл 11-16);
4. о личной святости членов общества Господня в жизни семейной и общественной (гл. 17-20);
5. о святости и порядке всех отправлений богослужения, культа, о священных временах и проч. (гл. 21-27)[5].

Таким образом, идея святости и освящения — господствующая идея книги Левит, объединяющая все предписания и законы, связанные как исторически или хронологически, так и логически, развитием одного и того же принципа. Идея святости проходит красной нитью через все главы книги Левит — святость священников, святость народа Израиля, святость Земли Израиля, святость субботы и праздников. Особая роль отводится сынам Аарона, священникам, которые приносят жертву и служат посредниками между Израилем и его Богом. Основная задача священников — наставление народа в том, как отличать «священное от несвященного и нечистое от чистого» (10:10; ср. 14:57; 15:31; Иех. 22:26; 44:23), чтобы осквернение Израиля грехом и ритуальной нечистотой не привело к осквернению святыни и не заставило Бога покинуть свой народ. На священников возлагается, таким образом, двойная задача: наставлять Израиль, не допускать осквернения святыни и очищать святыню, когда оно всё же имеет место. Однако книга Левит не является чисто ритуальным законодательством: ритуал в значительной мере зиждется на этической основе и носит выраженную моральную окраску. Жертвоприношение — несмотря на всю его важность — лишь один из способов приближения человека к Богу; повседневное поведение — отношение к ближнему, к пришельцу, к бедняку, к слабому и нуждающемуся является определяющим фактором, и именно против аморальных поступков предостерегает повторяющаяся формула «Я Господь, Бог ваш». Книга Левит предъявляет Израилю высокие моральные требования, касающиеся не только поступков, но и намерений — любить ближнего, не таить в сердце ненависти и т. п. Для книги Левит характерно отсутствие какой бы то ни было границы между нравственностью и культом, который служит таким образом формой осуществления этической идеи жизни в святости. От исполнения Закона каждым индивидуумом зависит судьба всего народа: прегрешения повлекут изгнание народа из его страны.
Кроме богословского значения, она имеет и важный археологический интерес, знакомя со многими сторонами жизни и воззрений еврейского народа.
Книга Левит охватывает период времени не более одного месяца — от постройки Скинии в первый день первого месяца во втором году освобождения израильтян из египетского рабства до приказа Бога Моисею провести перепись населения «в первый день второго месяца, во второй год по выходе их из земли Египетской» (Чис. 1:1—3). Содержание книги отражает жизнь в стане, что указывает на факт, что она была написана в пустыне.

### Законы жертвоприношений
От первой до седьмой главы в книге Левит речь идёт о приношениях и о жертвах. Добровольное всесожжение приносилось Богу целиком. Часть добровольной мирной жертвы приносилась Богу на жертвеннике, другую ел священник, остальное ел тот, кто приносил жертву.
Книга Левит начинается изложением законов, по которым Израиль должен осуществлять жертвоприношения (главы 1-5), после чего следуют детальные наставления священникам относительно правил принесения жертвы (главы 6-7). Главы 8-10 прямо продолжают книгу Исход: там Моисею повелевается посвятить Аарона и его сынов в священники, здесь описывается исполнение этого повеления. Главы 11-17 посвящены законам, касающимся различения чистого и нечистого (чистые и нечистые животные, ритуальная чистота тела, очищение жилища и т. п.), за чем следует ряд предписаний, цель которых — не только чистота, но и святость жизни Израиля (главы 18-20). Святость связана, в первую очередь, с запретом «поступать по делам земли Египетской» и «земли Ханаанской». Глава 19 — свод этических предписаний, освящающих сынов Израиля: «Святы будьте, потому что свят Я Господь, Бог ваш» (19:2). В главах 21 - 22 излагаются предписания, касающиеся святости священников. Глава 23 предписывает святость субботы и праздников, общее число которых семь (как и число дней недели). Глава 24, вне связи с соседними главами, говорит о некоторых порядках в скинии и о казни богохульника. Глава 25 содержит предписания о святости страны — субботний год (раз в семь лет) и юбилейный год раз в 50 лет, то есть через каждые 7 × 7 = 49 лет). Глава 26 содержит благословение народу, соблюдающему Закон, и проклятие тем, кто его нарушает — обычное в те времена завершение свода законов. Последняя 27-я глава завершается фразой: «Вот заповеди, которые заповедал Господь Моисею для сынов Израилевых на горе Синай» (Лев. 27:34).
Жертвы за грех и жертвы повинности были обязательными. Первые должны были искупать грехи, совершённые по ошибке или неумышленно, в то время как вторые приносились для того, чтобы восстанавливать определённые права для кающегося правонарушителя. Внимания заслуживает факт, что израильтянам не раз напоминалось не есть крови. Имелись также бескровные жертвы хлебного приношения в знак признания щедрости Бога.

### Священнические уставы
Затем излагаются священнические уставы. По указаниям Бога Моисей совершил церемонию посвящения первосвященника Аарона и его четырёх сыновей как священников-помощников. Тогда священство приступило к своим обязанностям.

### Предписания о чистом и нечистом
Затем даются законы, определяющие, что чисто и что нечисто. Чистые и нечистые животные перечисляются как по признакам («жуёт жвачку», парные копыта, чешуя и перья рыб), так и по названиям. При этом почти все плотоядные, кроме рыб с перьями и чешуёй, а также животные без шерсти оказываются нечистыми по перечисленным выше признакам. Рыба без перьев и чешуи также нечиста. Нечистым объявлялся всякий предмет и содержимое сосуда, на который упало умершее нечистое животное. Предметы обихода следовало положить в воду, тогда они были нечисты до вечера, или сломать (в зависимости от того, о каком предмете идёт речь). Такие правила охраняли народ от инфекции. В других постановлениях речь шла об очищении женщин после родов, о процедурах, имеющих отношение к проказе, и о нечистоте в результате половых истечений у мужчин и женщин. Данные законы подчёркивают необходимость сохранять личную святость подобно святости Самого Бога. С современной точки зрения здесь описываются такие понятия, как гигиена и карантин.

### Законы Дня Искупления
Самые главные жертвы за грехи приносились в ежегодный День Искупления. К ним принадлежал телец как жертва за священников и за остальное левитское колено. Для несвященнических колен Израиля жертвовался один козёл. Грехи народа исповедались над другим живым козлом, которого отпускали в пустыню (см. Козёл отпущения). Обоих козлов рассматривали как одну жертву за грех, что, вероятно, показывает, что они вместе составляли один символ.

### Правила о поедании мяса
Затем представляются правила о еде мяса и относительно жертвоприношений. Особенного внимания заслуживает запрет Всевышнего есть кровь. Для тех, кто поклоняется Господу в святости, воздержание от крови остаётся нормой.

### Перечень запретов
Следующие законы в отношении кровосмешения, языческих ритуалов, состоявших из необычных половых связей, а также в отношении других обычаев, в том числе идолопоклонство, спиритизм, клевета и так далее, также должны были бы запечатлеть в евреях необходимость святости в поклонении Богу. Соответственно священники должны были хранить свою святость. Излагались правила относительно брака священников, священнических нечистот и еды чего-либо святого. Подтверждается упоминаемое при строительстве Ноева ковчега и частично повторённое во Второзаконии разделение животных на чистых, «которые можно вам есть», и нечистых («гнушайтесь сих»). Кроме этого, в книге дан запрет на употребление вина служителями перед входом в скинию собрания: «И сказал Господь Аарону, говоря: вина и крепких напитков не пей ты и сыны твои с тобою, когда входите в скинию собрания, чтобы не умереть. Это вечное постановление в роды ваши, чтобы вы могли отличать священное от несвященного и нечистое от чистого, и научать сынов Израилевых всем уставам, которые изрёк им Господь чрез Моисея» (10:8).

### Законы праздников
После этого упоминаются три ежегодных праздника: ранней весной — Песах (ивр. פסח‎ — пэ́сах), поздней весной — Шавуот (ивр. שבועות‎ — шавуо́т — букв. «седмицы (недели)», речь шла об от отсчитывании семи недель от дня Пэсаха), осенью — Праздник кущей (кущи — «шалаши») или урожая (ивр. סכות‎ — сукко́т, букв. — «шалаши»). За этим следуют правила, включающие прославление святого имени Бога, соблюдение суббот (еженедельно, ежемесячно и каждый седьмой год) и юбилея, отношение к бедным израильтянам и обращение с рабами.

### Благословения и проклятия
Затем благословения, вытекающие из послушания Богу, сопоставляются с проклятиями, которые будут испытываться за непослушание. Имеются также постановления о жертвах по обету и оценках, о первенцах животных и о приношении десятины как «святыни Господней». Этим кончаются «заповеди, которые заповедал Господь Моисею для сынов Израилевых на горе Синай» (Лев. 26:1—27:34).

## Разделение книги нанедельные главы
1. Ваикра (ивр. וַיִּקְרָא‎ — вайикра́) — 1:1 — 5:26;
2. Цав (ивр. צַו‎ — цав) — 6:1 — 8:36;
3. Шмини (ивр. שְׁמִינִי‎ — шмини́) — 9:1 — 11:47;
4. Тазриа (ивр. תַּזְרִיעַ‎ — тазри́аъ) — 12:1 — 13:59;
5. Мецора (ивр. מְצֹרָע‎ — м-цора) — 14:1 — 15:33;
6. Ахарей мот (ивр. אַחֲרֵי מוֹת‎ — ахаре́й мо́т) — 16:1 — 18:30;
7. Кдошим (ивр. קְדֹשִׁים‎ — к-доши́м) — 19:1 — 20:27;
8. Эмор (ивр. אֱמֹר‎ — эмо́р) — 21:1 — 24:23;
9. Беар (ивр. בְּהַר‎ — беа́р) — 25:1 — 26:2;
10. Бехукотай (ивр. בְּחֻקֹּתַי‎ --б-хуккота́й) — 26:3 — 27:34.

## Происхождение книги

### Библейская критика
Согласно точке зрения Ю. Вельхаузена, длительное время господствовавшей в науке, книга Левит сформировалась сравнительно поздно — в начальный период эпохи Второго Храма. Аргументы Вельхаузена можно суммировать следующим образом: книга Левит отражает эпоху, когда культ был сосредоточен в Иерусалиме, в то время как в древний период — до реформы Иошияху (VII век до н. э.) — не существовало культового центра (Вельхаузен рассматривал Скинию в качестве анахронической проекции Иерусалимского храма на историю Исхода); праздники книги Левит не имеют тесной связи с природными циклами и сельскохозяйственной деятельностью (Вельхаузен постулирует такую связь как исходный пункт развития) и включают Рош ха-Шана и Йом-Киппур, которые, возможно, возникли во время Вавилонского пленения; деление на два священнических сословия — коэнов и левитов— есть результат реформы царя Иосии, отменившей служение Богу Израиля вне Храма и, таким образом, лишившей провинциальных священников права отправления культа, дав им, однако, возможность выполнять вспомогательные функции в Храме; именно эта ситуация была формально закреплена в священнических кодексах книги Левит, которая к тому же отражает реальность эпохи Второго Храма, когда во главе народа, рассматривавшегося как религиозная община, стоял не царь, а первосвященник, как бы представлявший царя (что выражалось в особых символах, одеянии и помазании).

### Опровержение критики
Позиция Вельхаузена подверглась критической переоценке как в свете более глубокого анализа материала, так и в свете новейших открытий в сфере древних культур Ближнего Востока.
- Скиния не является анахронизмом, созданным в эпоху Второго Храма: упоминание о ней содержится в словах пророка Натана (эпоха Давида и Соломона), правда никаких вещественных доказательств существования еврейской письменности во времена Давида нет; хотя на Древнем Востоке и в Египте письменность существовала и израильтяне могли пользоваться ею и создавать свою, в пользу этого говорит существование государства Израиль.
- Город, в котором находится Храм, рассматривается как лагерь в пустыне, где установлена Скиния. Скиния была единственным культовым центром Израиля после Исхода, и потому убой скота разрешался лишь там, где она находилась; предположение, что запрет убоя вне единственного культового центра относится ко времени Иошияху, равносильно предположению, что в этот период убой разрешался лишь в Иерусалиме, что практически невероятно и противоречит ясному разрешению убоя вне Иерусалима в книге Левит.
- В этой книге ясно ощущается связь праздников с природными и сельскохозяйственными циклами: обычаи, описываемые там, указывают на отправление культа в местных святилищах, то есть на период, предшествующий централизации культа в Иерусалиме.
- Рош ха-Шана и Йом-Киппур не возникли в галуте, как полагает Вельхаузен, так как подобные праздники существовали во всех древних культурах Ближнего Востока.
- В свете исследований последних десятилетий выяснилось, что институты, которые Вельхаузен рассматривал как инновации — многообразие культовых церемоний и жертвоприношений, различия жреческих сословий, священные приношения и т. п., — все эти черты были хорошо известны на древнем Ближнем Востоке за сотни лет до появления Израиля на исторической арене.

## Значение книги
Значение книги Левит для иудаизма видно уже из того, что в ней содержатся 247 из 613 заповедей еврейской религии. Примерно таково же соотношение талмудического материала, посвящённого книге Левит и остальным книгам Пятикнижия. О приоритете книги Левит в раввинистической литературе свидетельствует название комментария таннаев к ней: «Сифра» («книга») в отличие от «Сифрей» («другие книги») — комментария к книгам Числа и Второзаконие. По традиции книга Левит — первая библейская книга, которую преподают в еврейских школах.

## Прочие сведения
В 13-й главе книги Левит говорится, что человек, полностью покрытый проказой, чист:

12Если же проказа расцветёт на коже, и покроет проказа всю кожу больного от головы его до ног, сколько могут видеть глаза священника, 13и увидит священник, что проказа покрыла всё тело его, то он объявит больного чистым, потому что всё превратилось в белое: он чист.— Книга Левит 13:12, 13
По объяснению Александра Лопухина, этот текст указывает на возможность благополучного разрешения болезни, — «проказа „расцветала“ на коже, то есть тёмный цвет кожи всюду превращается в белый: болезнь выходила наружу, образовывалась на коже кора, постепенно отпадавшая, больной выздоравливал и объявлялся чистым, если только позже не появлялось на заживающих рубцах „живое мясо“».
В трактате «Бавали Кидушин» приводится история о споре вавилонских раввинов, какая буква является средней в Торе. Для решения этого вопроса были приглашены знатоки из Эрец-Исраэль. Они подсчитали все буквы Торы и выяснили, что средней по счёту является буква «вав» в слове «гаон» (11:42). Интересно, что в большинстве текстов эта буква выделяется большим размером. В современной, масоретской, редакции средней буквой стала буква «алеф» в слове «ху» (8:28).